# Filodrillia
Filodrillia is een geslacht van weekdieren uit de klasse van de Gastropoda (slakken).

## Soorten
- Filodrillia aikeni Stahlschmidt, 2015
- Filodrillia angulifera Cotton, 1947
- Filodrillia columnaria Hedley, 1922
- Filodrillia crebrespirata (Verco, 1909)
- Filodrillia delicatula Laseron, 1954
- Filodrillia dolorosa (Thiele, 1925)
- Filodrillia dulcis (G. B. Sowerby III, 1896)
- Filodrillia haswelli (Hedley, 1907)
- Filodrillia lacteola (Verco, 1909)
- Filodrillia mucronata Hedley, 1922
- Filodrillia ordinata Laseron, 1954
- Filodrillia ornata Hedley, 1922
- Filodrillia pergradata Cotton, 1947
- Filodrillia stadialis Hedley, 1922
- Filodrillia teres Laseron, 1954
- Filodrillia thornleyana Laseron, 1954
- Filodrillia tricarinata (Tenison-Woods, 1878)
- Filodrillia trophonoides (Verco, 1909)
- Filodrillia vitrea Laseron, 1954